# Jovan Cvijić
Jovan Cvijić [jóvan cvíjić] (srbsko Јован Цвијић), srbski geograf, antropolog, pedagog in akademik, * 11. oktober 1865, Loznica, Kneževina Srbija (danes Srbija), † 16. januar 1927, Beograd, Kraljevina Jugoslavija (danes Srbija). Cvijić velja za ustanovitelja geografije v Srbiji. Svojo znanstveno kariero je začel kot geograf in geolog, nato pa kot družbeni geograf in sociolog.
Cvijić je raziskoval kraške pojave na Balkanskem polotoku, o čemer je objavil nekaj strokovnih del. Dvakrat je bil rektor Univerze v Beogradu (1906/07 in 1919/20). Med leti od 1921 do 1927 pa predsednik Srbske kraljeve akademije.
Po koncu prve svetovne vojne je bil na pariški mirovni konferenci predsednik teritorialne komisije; krajši čas tudi član komisije za izvedbo koroškega plebiscita.

## Dela
- Kras (Karst, 1895)
- Jezerska plastika Šumadije (1909)
- Balkanski polotok in južnoslovanske dežele (2 knjigi , 1922 in 1933)
- Geomorfologija (2 knjigi, 1924 in 1926)[3]